# 巴尼亚雷斯
巴尼亚雷斯，是西班牙拉里奥哈自治区的一个市镇。总面积30平方公里，总人口389人（2001年），人口密度13人/平方公里。